# ダニー・ハルツェン
ダニエル・アレクサンダー・ハルツェン（Daniel Alexander Hultzen, 1989年11月28日 - ）は、アメリカ合衆国メリーランド州モンゴメリー郡ベセスダ出身の元プロ野球選手（投手）。左投左打。

## 経歴

### プロ入り前
2008年のMLBドラフト10巡目（全体318位）でアリゾナ・ダイヤモンドバックスから指名されたが、入団せずにバージニア大学へ進学した。大学3年間の通算成績は32勝5敗、防御率2.04、320イニングで395奪三振。勝利数と奪三振数で従来のチーム記録を更新した。投打にわたる活躍でジョン・オルルド賞を受賞している。

### プロ入りとマリナーズ傘下時代
2011年6月のMLBドラフト1巡目（全体2位）でシアトル・マリナーズから指名を受けた。8月15日にドラフト史上5位となる5年総額850万ドルのメジャー契約で入団に合意した。出来高を含めた金額は最大1060万ドルに達する。同年10月にアリゾナ・フォールリーグでプロデビュー。
2013年は、左肩関節唇と回旋筋腱板を損傷し、ジェームス・アンドリュース医師による執刀を受けた。このため、残りシーズンを全休した。
2014年も手術の影響で、シーズンを全休した。
2015年、AA級ジャクソン・ジェネラルズでプレーし、3試合に先発登板したが、0勝1敗、防御率5.62と結果が残らなかった。11月20日にDFAとなった。
2016年オフに自由契約となった。

### カブス時代
2017年はどの球団にも所属せず、バージニア大学の学位取得に費やした。
2018年2月24日にシカゴ・カブスとマイナー契約を結んだ。
2019年はマイナーで主に傘下のAAA級アイオワ・カブスでリリーフとして登板した。ロースター枠の広がった9月7日にメジャー契約を結んでアクティブ・ロースター入りし、翌8日のミルウォーキー・ブルワーズ戦でメジャーデビュー。オフの12月2日にノンテンダーFAとなったが、16日にマイナー契約で再契約を結んで2020年のスプリングトレーニングに招待選手として参加することになった。
2020年オフの11月2日にFAとなった。
2021年1月14日に現役引退を表明し、今後はカブスのフロント入りすることが発表された。

## 投球スタイル
キャリアの初期にはその抜群の制球力から、クリフ・リーと比較されることも多かった。

## 詳細情報

### 年度別投手成績
| 年 度    | 球 団    | 登 板 | 先 発 | 完 投 | 完 封 | 無 四 球 | 勝 利 | 敗 戦 | セ 丨 ブ | ホ 丨 ル ド | 勝 率 | 打 者 | 投 球 回 | 被 安 打 | 被 本 塁 打 | 与 四 球 | 敬 遠 | 与 死 球 | 奪 三 振 | 暴 投 | ボ 丨 ク | 失 点 | 自 責 点 | 防 御 率 | W H I P |
| -------- | -------- | ----- | ----- | ----- | ----- | -------- | ----- | ----- | -------- | ----------- | ----- | ----- | -------- | -------- | ----------- | -------- | ----- | -------- | -------- | ----- | -------- | ----- | -------- | -------- | ------- |
| 2019     | CHC      | 6     | 0     | 0     | 0     | 0        | 0     | 0     | 0        | 0           | ----  | 18    | 3.1      | 4        | 0           | 2        | 0     | 1        | 5        | 0     | 0        | 0     | 0        | 0.00     | 1.80    |
| MLB：1年 | MLB：1年 | 6     | 0     | 0     | 0     | 0        | 0     | 0     | 0        | 0           | ----  | 18    | 3.1      | 4        | 0           | 2        | 0     | 1        | 5        | 0     | 0        | 0     | 0        | 0.00     | 1.80    |

### 年度別守備成績
| 年 度 | 球 団 | 投手（P） | 投手（P） | 投手（P） | 投手（P） | 投手（P） | 投手（P） |
| 年 度 | 球 団 | 試 合     | 刺 殺     | 補 殺     | 失 策     | 併 殺     | 守 備 率  |
| ----- | ----- | --------- | --------- | --------- | --------- | --------- | --------- |
| 2019  | CHC   | 6         | 0         | 1         | 1         | 0         | .500      |
| MLB   | MLB   | 6         | 0         | 1         | 1         | 0         | .500      |

### 背番号
- 39（2019年）